# Μ's
『μ's』（ミューズ）は、メディアミックス作品群『ラブライブ!』に登場する架空の9人組女性スクールアイドルグループ、およびそのキャラクターの声を演じる声優達による実在の9人組女性声優ユニットの名称である。声優ユニットの所属レーベルはランティス（バンダイナムコアーツ）。
本項では声優ユニットとしてのμ'sについて解説する。また、グループ内ミニユニットに関しても解説する。

## 概要
オールメディアプロジェクト『ラブライブ!シリーズ』の第1作『ラブライブ!』の主人公グループ「μ's」のメンバーを演じる声優陣9名による声優ユニット。ユニット名の由来は、メンバー数と同じく9柱である、ギリシア神話の文芸の女神・ムーサの英語・フランス語読みの「ミューズ」。
リリースされた楽曲はすべて、「キャラクターとしてのμ'sがリリースしたもの」とされており、同作品や、シリーズの派生作品、コラボ作品で使用されている。反面、全く無関係の作品でのタイアップはない。
人気の理由として、各種アニメーションでのライブシーンにおける振り付けを担当声優が忠実に再現したパフォーマンスや、キャラクターを実在のアイドルと思わせ、応援しているかのような施策を次々と打ち出していること、などが挙げられている。テレビアニメ化後は男性ファンのみならず、女性ファンも増加しているという。ランティスの担当音楽プロデューサーである木皿陽平は「他作品と比べて、ライブイベントの需要が高い」と分析している。
グループ名の読みが薬用石鹸のミューズと同じことから、アニメでは穂乃果がミューズと聞くと「石鹸？」と返すシーンがある。ミューズの公式Twitterも、同じ読みの親近感からたびたびμ's関係のつぶやきを投稿していることが話題となった。
「μ's」と「music」を掛け合わせて、「μ'sic」という表現を用いることがある。

## 略歴

### 2010年 - 2012年
『電撃G's magazine』2010年8月号にてキャラクターが先に発表され、ファーストシングル『僕らのLIVE 君とのLIFE』の限定盤を2010年8月13日に、通常盤を同25日に発売。μ'sというグループ名が決まる前であったため、「ラブライブ!School idol project」名義でリリース。CD内でも声優陣の名前や顔写真などは一切掲載されなかった。
その後、声優陣は『電撃G's magazine』2010年11月号にて発表。翌月、『G's』誌面にてアイドルグループ名の公募を開始。同誌2011年1月号にて、御児勇馬が考案した「μ's（ミューズ）」がユーザー投票によりグループ名に決定し、声優ユニットとしての活動が本格化。2012年2月には、ファーストライブを開催した。
ファーストシングルはオリコンランキング167位だったが、担当声優による精力的なイベント活動や、2012年からの『Animelo Summer Live』への参加などで次第に知名度を伸ばしていった。

### 2013年 - 2015年
2013年1月に『ラブライブ!』がテレビアニメ化して以降は、リリースしたCDがオリコンランキングの上位に入るようになり、2013年4月発売の「No brand girls/START:DASH!!」（最高5位）以降は、μ's名義のシングルが10作連続で5位以内に入った。
2014年7月23日発売のライブBD『ラブライブ! μ's →NEXT LoveLive! 2014 〜ENDLESS PARADE〜』にて、μ'sのライブBDとして初めて、オリコンのBD音楽部門で週間1位を記録。
ライブ公演も次第に規模を拡大し、2015年初冬に2日間に渡って開催された5thワンマンライブでは延べ7万人以上の観客を動員するに至った。
2015年3月7日発表の第9回声優アワードでは、歌唱賞を受賞。NHKの番組にも積極的に出演した。
2015年4月以降、絢瀬絵里役・南條愛乃が先天性の膝蓋骨亜脱臼および半月板損傷により、『ラブライブ!』の単独イベントを除き、後述の紅白歌合戦を含めた一切のゲスト出演を辞退することになった。
2015年5月27日発売のベストアルバム第2弾『μ's Best Album Best Live! Collection II』では、オリコン週間アルバムランキングで初登場1位、2015年5月の月間ランキングでも1位となった。アニメキャラクター名義のアーティストがアルバム1位となったのは『放課後ティータイムII』以来の史上2組目であるという。
2015年9月30日発売のライブBD『ラブライブ! μ's Go→Go! LoveLive! 2015 〜Dream Sensation!〜Blu-ray Memorial BOX』にて、希望小売価格で1万9440円の高額商品にもかかわらず、μ'sのライブBDとして初めて、オリコン週間BDランキングで総合1位を記録。
2015年12月31日、南條愛乃を除くμ's声優8人が第66回NHK紅白歌合戦に出場、紅白のために制作された新作短編アニメーション「ラブライブ!紅白スペシャルアニメ」によるグループ紹介に続き、『ラブライブ!』のアニメ映像をバックに「それは僕たちの奇跡」を歌唱した。サンケイスポーツの報道によれば、声優の紅白出場は水樹奈々に次ぎ2組目であるという。NHKの柴崎哲也チーフプロデューサーによると、今年の勢い、売り上げ、話題性をひしひしと感じたことが選出理由となったという。

### 2016年 - ファイナルライブ以後から「ラブライブ！フェス」まで
2016年2月27日、第30回日本ゴールドディスク大賞においてラブライブ!関連作品が特別賞、「μ's Best Album Best Live! Collection II」がアニメーション・アルバム・オブ・ザ・イヤーを受賞した。
2016年3月31日・4月1日、東京ドームでワンマンライブ「μ's Final LoveLive！〜μ'sic Forever♪♪♪♪♪♪♪♪♪〜」を開催。なお、本作アニメの製作委員会に参加しているブシロード社長兼新日本プロレスオーナーである木谷高明がファイナルライブに招待した、元プロレスラーで当時文部科学大臣だった馳浩は「ラブライバー大臣と呼んでください」「東京五輪でラブライブをやりたい」と語った。
「集大成」「一区切り」と位置付けたこのライブがラストライブであることが、2015年12月5日放送の特番「μ'sのこれまでとこれから」にて発表され、一部のマスコミはこれを事実上の解散公演であると報じたが、μ'sサイドは第66回NHK紅白歌合戦リハーサル後の会見（同年12月29日）で解散を否定。また、高坂穂乃果役・新田恵海はファイナルライブ中のMCで「絶対またみんなに会いたい。それはアニメーションのメンバー達とキャストの“18人”みんな同じ気持ちのはず」と挨拶しながらも、今後のμ'sとしての活動の詳細は一切語らなかった他、南ことり役・内田彩は「私たちの、みんなの心の中では永遠に生き続ける」等の理由から、「解散じゃない」という趣旨の発言をしている（発言趣旨においては、「内田彩#μ'sとして」を併せて参照のこと）。
2016年9月28日発売の「μ's Final LoveLive!〜μ'sic Forever♪♪♪♪♪♪♪♪♪〜 Blu-ray Memorial BOX」は初週7.1万枚を売り上げ、10/10付オリコン週間BDランキングで初登場総合1位、女性アーティストの音楽BD作品別総売上記録の歴代4位（当時）となった。
2017年2月18日、NHK・BSプレミアムにて放送された生放送番組『カウントダウンLIVE アニソン ベスト100!』において、100位中μ's関連の曲が第1位をはじめ9曲ランクインした。
2017年9月21日、「東京ゲームショウ」（ビジネスディ）にて行われた「ラブライブ!スクールアイドルフェスティバル 新情報発表会ステージ」において、新田がスペシャルゲストとして登壇。メンバーがμ'sとして公の舞台に登場するのは、ファイナルライブ以来1年半ぶりとなった。これ以降、他のラブライブ！シリーズの声優ユニットと共演する形で、メンバーが同シリーズのイベントに出演するようになった。
2017年12月2日、西木野真姫役・Pileがソロライブ「Pile Live at Budokan 〜Pile feat. ラブライブ!〜」を開催。初めて、メンバーのソロ活動に『ラブライブ!』関連の単語をタイトルに用いるとともに、ゲスト出演した新田とμ'sの楽曲を披露した。
2019年5月30日に行われた「ラブライブ！シリーズ9周年発表会」にて「ラブライブ！フェス」への出演を発表、翌1月18・19日に開催され、ファイナルライブから3年9か月ぶりにμ'sのライブパフォーマンスが実現することになった。これについて多くのマスメディアが「復活」という表現を用いたが、内田はTwitter上で「私の個人的な気持ちでは、復活という言葉では無い」「また会えたね！っていう感じ」と反論を述べた。
8月21日に配信された「ラブライブ！生放送 μ's 9th Anniversary 課外活動 ～のぞりんことほのまき～」で、ファイナルシングル以来となるアニメーションPV付シングル「A song for You! You? You!!」（発表当時タイトル非公表）の発売が発表され、翌2020年3月25日に発売された。同シングルのリリースイベントを同年5月27日に予定していたが、新型コロナウイルス対策の特別処置法に基づく緊急事態宣言が政府から発令されたことに伴って12月に延期となり、12月21日に有観客・有配信イベントとして開催された。

### 2020年代
「ラブライブ！フェス」以降も、ラブライブ！シリーズの合同イベントや合同番組への出演は継続。年始の特別番組や、雑誌「LoveLive!Days」の対談企画など、後輩となるラブライブ！シリーズキャストとの交流にて、第一線は退いたものの、見本となる先輩としてのポジションが確立していく。
そんな中、2024年2月23・24日に東京ガーデンシアターで、同年3月30・31日にパシフィコ横浜で、テレビアニメ版放送10周年を記念したイベントを開催。単独イベントとしてはファイナルライブ以来8年ぶりに、登壇したキャストにより一部楽曲の歌唱も披露した。同年6月から8月にかけては、Pileの所属事務所であるSPACEY MUSIC ENTERTAINMENT主催により、2016年以来となる単独海外イベントも開催した。
2025年1月、好評を博した「TVアニメ放送10周年記念 LoveLive! Orchestra Concert」を再演。
2024年から2025年にかけて開催された「LoveLive! Series Asia Tour 2024 ～みんなで叶える物語 ～」では、新田・内田・Pileがμ'sとして上海公演と横浜公演に出演。初めて、自分たちの楽曲やイベントテーマソングを、他のスクールアイドルキャストと歌唱した。

## メンバー
μ'sは、以下の9名で構成される。リーダーは高坂穂乃果（新田恵海）とされている。
グループ内に3つのミニユニットを結成している（後述）。また、「課外活動」限定のユニットとして、「にこりんぱな」「ことほのうみ」「ことほのまき」「のぞまきえり」が存在する。
掛け声は「μ's（ミューズ）、ミュージックスタート!」。現実のライブでは、メンバーの点呼の際に南條愛乃（絢瀬絵里 役）が「9」と叫んだ後に、自分達もμ'sの10人目のメンバーだという意味合いを込めて観客が「10」と叫んだあと、新田の「μ's（ミューズ）」の掛け声の後に、メンバーと観客が「ミュージックスタート!」と叫ぶのが恒例となっている。
各メンバーの基本データについては以下の通り。

### μ'sメンバー基本データ一覧
- 標準の順番は公式サイトの紹介順（クレジット順）に基づく。
- 加入順、学年（年齢）、誕生日、血液型、身長、スリーサイズは『ラブライブ!』劇中におけるキャラクターのもの。
  - 体重については非公表。以降のシリーズでも体重は公表されていない。
- 「所属ミニユニット」「課外活動ユニット」の項目にて、末尾に★がある場合は、リーダーを指す。

| クレジット順 | イメージ カラー | 名前/読み                   | 担当声優   | 学年(年齢) | 誕生日 | 身長  | 血液型 | スリーサイズ | スリーサイズ | スリーサイズ | 所属ミニユニット | 課外活動 ユニット         | ライブでの 自己紹介順 | 加入順 （テレビ版） | 加入順 （漫画） | 点呼 |
| ------------ | --------------- | --------------------------- | ---------- | ---------- | ------ | ----- | ------ | ------------ | ------------ | ------------ | ---------------- | ------------------------- | --------------------- | ------------------- | --------------- | ---- |
| 1            | オレンジ        | こうさか ほのか 高坂 穂乃果 | 新田恵海   | 高2(16)    | 8/3    | 157cm | O型    | 78           | -58          | -82          | Printemps★       | ことほのうみ ことほのまき | 5                     | 1                   | 1               | 1    |
| 2            | 水色            | あやせ えり 絢瀬 絵里       | 南條愛乃   | 高3(17)    | 10/21  | 162cm | B型    | 88           | -60          | -84          | BiBi★            | のぞまきえり              | 7                     | 8                   | 9               | 9    |
| 3            | グレー          | みなみ ことり 南 ことり     | 内田彩     | 高2(16)    | 9/12   | 159cm | O型    | 80           | -58          | -80          | Printemps        | ことほのうみ ことほのまき | 6                     | 2                   | 2               | 2    |
| 4            | 青              | そのだ うみ 園田 海未       | 三森すずこ | 高2(16)    | 3/15   | 159cm | A型    | 76           | -58          | -80          | lily white★      | ことほのうみ              | 4                     | 3                   | 5               | 3    |
| 5            | ターコイズ 黄色 | ほしぞら りん 星空 凛       | 飯田里穂   | 高1(15)    | 11/1   | 155cm | A型    | 75           | -59          | -80          | lily white       | にこりんぱな              | 2                     | 5                   | 3               | 5    |
| 6            | 赤              | にしきの まき 西木野 真姫   | Pile       | 高1(15)    | 4/19   | 161cm | AB型   | 78           | -56          | -83          | BiBi             | のぞまきえり ことほのまき | 3                     | 6                   | 8               | 4    |
| 7            | バイオレット    | とうじょう のぞみ 東條 希   | 楠田亜衣奈 | 高3(17)    | 6/9    | 159cm | O型    | 90           | -60          | -82          | lily white       | のぞまきえり              | 8                     | 9                   | 6               | 8    |
| 8            | 緑              | こいずみ はなよ 小泉 花陽   | 久保ユリカ | 高1(15)    | 1/17   | 156cm | B型    | 82           | -60          | -83          | Printemps        | にこりんぱな              | 1                     | 4                   | 4               | 6    |
| 9            | ピンク          | やざわ にこ 矢澤 にこ       | 徳井青空   | 高3(17)    | 7/22   | 154cm | A型    | 74           | -57          | -79          | BiBi             | にこりんぱな★             | 9                     | 7                   | 7               | 7    |

### ミニユニット
9人のメンバーが3人ずつに分かれて結成した、グループ内のユニット。メンバー構成は読者投票を経て決定し、ユニット名もμ's同様、公募企画を経て決定した。音楽活動も行なっており、CDリリースの他、μ'sのイベント内でライブパフォーマンスも行なった。一方で、後発のラブライブ！シリーズのミニユニットと違い、単独でのライブイベントは開催されていない。
Printemps（プランタン）
- メンバー：新田恵海（リーダー）、内田彩、久保ユリカ

「王道乙女タイプ」、「ピュアガールたちの癒し系ユニット」と称される。ユニットのイメージカラーはピンク色。
BiBi（ビビ）
- メンバー：南條愛乃（リーダー）、Pile、徳井青空

「モデル系おしゃれタイプ」、「おしゃれ大好き！ビジュアル系ユニット」と称される。ユニットのイメージカラーは黒。
lily white（リリー・ホワイト）
- メンバー：三森すずこ（リーダー）、飯田里穂、楠田亜衣奈

「天然＆元気タイプ」、「ナチュラルな3人の天然系ユニット」と称される。

### センターポジション
楽曲ごとにステージ最前列の中央で歌う最も目立つポジション。
センターが決まっている曲も多いが、テレビアニメ1期第6話にて、全員がセンターということで「これからのSomeday」が作られている。また、ラブライブ！The School Idol Movieにおいて披露された「僕たちはひとつの光」は、μ'sの最後の曲ということで、センターがいないように円形になっている。
表には、センターポジションが判明している楽曲のみを表記している。PVが公開されている曲は〇、アーケード版ゲーム「ラブライブ! スクールアイドルフェスティバル ～after school ACTIVITY～」やスマートフォン向けアプリケーションゲーム「ラブライブ! スクールアイドルフェスティバル ALL STARS」などのゲームのみでMVが公開された曲は△と示す。
また、備考欄の★は初のセンターポジション、●は「センターポジション総選挙」などのセンター投票結果を反映した曲である。
|             | 曲名                         | PV | センター   | 備考      |
| ----------- | ---------------------------- | -- | ---------- | --------- |
| 1st         | 僕らのLIVE 君とのLIFE        | ○  | 高坂穂乃果 | ★         |
| 1st         | 友情ノーチェンジ             | △  | 星空凛     | ★         |
| 2nd         | Snow halation                | ○  | 高坂穂乃果 | ●         |
| 2nd         | baby maybe 恋のボタン        | △  | 南ことり   | ★         |
| 3rd         | 夏色えがおで1,2,Jump!        | ○  | 矢澤にこ   | ★●        |
| 3rd         | Mermaid festa vol.1          | △  | 絢瀬絵里   | ★         |
| 4th         | もぎゅっと“love”で接近中!    | ○  | 高坂穂乃果 | ●         |
| 4th         | 愛してるばんざーい!          | △  | 西木野真姫 | ★         |
| 5th         | Wonderful Rush               | ○  | 南ことり   | ●         |
| 5th         | Oh, Love & Peace!            | △  | 小泉花陽   | ★         |
| 1期OP       | 僕らは今のなかで             | ○  | 高坂穂乃果 |           |
| 1期OP       | WILD STARS                   | ×  | 園田海未   | ★         |
| 1期ED       | きっと青春が聞こえる         | ○  | 高坂穂乃果 |           |
| 1期ED       | 輝夜の城で踊りたい           | △  | 矢澤にこ   |           |
| 1期 挿入歌1 | ススメ→トゥモロウ            | ○  | 高坂穂乃果 | 2年生のみ |
| 1期 挿入歌1 | START:DASH!!                 | ○  | 高坂穂乃果 | 2年生のみ |
| 1期 挿入歌2 | Wonder zone                  | ○  | 南ことり   |           |
| 1期 挿入歌3 | No brand girls               | ○  | 高坂穂乃果 |           |
| 1期 挿入歌3 | START:DASH!!                 | ○  | 高坂穂乃果 |           |
| BD特典      | LONELIEST BABY               | △  | 絢瀬絵里   |           |
| 6th         | Music S.T.A.R.T!!            | ○  | 西木野真姫 | ●         |
| 6th         | LOVELESS WORLD               | △  | 東條希     | ★         |
| 2期OP       | それは僕たちの奇跡           | ○  | 高坂穂乃果 |           |
| 2期OP       | だってだって噫無情           | △  | 園田海未   |           |
| 2期ED       | どんなときもずっと           | ○  | 高坂穂乃果 |           |
| 2期ED       | COLORFUL VOICE               | △  | 矢澤にこ   |           |
| 2期 挿入歌1 | ユメノトビラ                 | ○  | 高坂穂乃果 |           |
| 2期 挿入歌2 | Love wing bell               | ○  | 星空凛     | 1、3年生  |
| 2期 挿入歌2 | Dancing stars on me!         | ○  | 東條希     |           |
| 2期 挿入歌3 | KiRa-KiRa Sensation!         | ○  | 高坂穂乃果 |           |
| 2期 挿入歌3 | Happy maker!                 | ○  | 高坂穂乃果 |           |
| 劇場版1     | Angelic Angel                | ○  | 絢瀬絵里   |           |
| 劇場版1     | Hello,星を数えて             | ○  | 星空凛     | 1年生のみ |
| 劇場版2     | SUNNY DAY SONG               | ○  | 高坂穂乃果 |           |
| 劇場版2     | ?←HEARTBEAT                  | ○  | 矢澤にこ   | 3年生のみ |
| 劇場版3     | Future style                 | ○  | 高坂穂乃果 | 2年生のみ |
| スクフェス  | HEART to HEART!              | △  | 高坂穂乃果 |           |
| スクフェス  | 嵐のなかの恋だから           | △  | 星空凛     |           |
| スクフェス  | 嵐のなかの恋だから           | △  | 小泉花陽   |           |
| Final       | MOMENT RING                  | △  | 高坂穂乃果 |           |
| Printemps   |                              |    |            |           |
| 1st         | Love marginal                | △  | 小泉花陽   |           |
| 1st         | sweet&sweet holiday          | △  | 南ことり   |           |
| 2nd         | Pure girls project           | △  | 高坂穂乃果 |           |
| 2nd         | UNBALANCED LOVE              | ×  | 小泉花陽   |           |
| スクフェス  | 永遠フレンズ                 | △  | 小泉花陽   |           |
| スクフェス  | 小夜啼鳥恋詩                 | △  | 南ことり   |           |
| スクフェス  | WAO-WAO Powerful day!        | △  | 高坂穂乃果 |           |
| スクフェス  | NO EXIT ORION                | △  | 小泉花陽   |           |
| BiBi        |                              |    |            |           |
| 1st         | ダイヤモンドプリンセスの憂鬱 | ×  | 西木野真姫 |           |
| 1st         | ラブノベルス                 | △  | 矢澤にこ   |           |
| 2nd         | Cutie Panther                | △  | 西木野真姫 |           |
| 2nd         | 夏、終わらないで。           | ×  | 絢瀬絵里   |           |
| スクフェス  | 冬がくれた予感               | △  | 絢瀬絵里   |           |
| スクフェス  | Trouble Busters              | △  | 矢澤にこ   |           |
| スクフェス  | 錯覚CROSSROADS               | ×  | 西木野真姫 |           |
| スクフェス  | PSYCHIC FIRE                 | △  | 矢澤にこ   |           |
| lily white  |                              |    |            |           |
| 1st         | 知らないLove＊教えてLove     | △  | 東條希     |           |
| 1st         | あ・の・ね・が・ん・ば・れ!  | ×  | 園田海未   |           |
| 2nd         | 微熱からMystery              | △  | 園田海未   |           |
| 2nd         | キミのくせに!                | ×  | 星空凛     |           |
| スクフェス  | 秋のあなたの空遠く           | △  | 園田海未   |           |
| スクフェス  | ふたりハピネス               | △  | 東條希     |           |
| スクフェス  | 思い出以上になりたくて       | ×  | 園田海未   |           |
| スクフェス  | 春情ロマンティック           | △  | 星空凛     |           |

## 他の『ラブライブ!シリーズ』の声優ユニットとの共演
ラブライブ!シリーズには、μ's以外のスクールアイドルも登場し、主役級のグループには担当声優がいる。作中では直接・間接問わず、グループ同士の共演があるが、声優ユニットとしての共演はまた事を異にしている。作中以外ではAqoursの課外活動やANN、スクフェス感謝祭などで共演している。

## 作品
ここではμ'sに関連するものを掲載する。

### シングル

#### ナンバリングシングル
|       | 発売日                       | タイトル                   | 規格品番                | 最高位 |
| ----- | ---------------------------- | -------------------------- | ----------------------- | ------ |
| 1st   | 夏コミ限定版： 2010年8月13日 | 僕らのLIVE 君とのLIFE      | LACM-4738               | 164位  |
| 1st   | 通常版： 2010年8月25日       | 僕らのLIVE 君とのLIFE      | LACM-4738               | 164位  |
| 2nd   | 2010年12月22日               | Snow halation              | LACM-4774               | 74位   |
| 3rd   | 2011年8月24日                | 夏色えがおで1,2,Jump!      | LACM-4845               | 62位   |
| 4th   | 2012年2月15日                | もぎゅっと“love”で接近中！ | LACM-4907               | 31位   |
| 5th   | 2012年9月5日                 | Wonderful Rush             | LACM-4979               | 30位   |
| 6th   | 2013年11月27日               | Music S.T.A.R.T!!          | LACM-34155（超豪華盤）  | 5位    |
| 6th   | 2013年11月27日               | Music S.T.A.R.T!!          | LACM-14155（BD通常盤）  | 5位    |
| 6th   | 2013年11月27日               | Music S.T.A.R.T!!          | LACM-14156（DVD通常盤） | 5位    |
| Final | 2016年3月2日                 | MOMENT RING                | LACM-14449              | 2位    |

#### アニメ関連シングル
| 発売日        | タイトル                            | 規格品番   | 備考                                  | 最高位 |
| ------------- | ----------------------------------- | ---------- | ------------------------------------- | ------ |
| 2013年1月23日 | 僕らは今のなかで                    | LACM-14053 | テレビアニメ第1期オープニングテーマ   | 12位   |
| 2013年2月6日  | きっと青春が聞こえる                | LACM-14054 | テレビアニメ第1期エンディングテーマ   | 8位    |
| 2013年2月20日 | ススメ→トゥモロウ / START:DASH!!    | LACM-14055 | テレビアニメ第1期第1話・3話挿入歌     | 11位   |
| 2013年3月6日  | これからのSomeday / Wonder zone     | LACM-14064 | テレビアニメ第1期第6話・9話挿入歌     | 7位    |
| 2013年4月3日  | No brand girls / START:DASH!!       | LACM-14069 | テレビアニメ第1期第11話・13話挿入歌   | 5位    |
| 2014年4月23日 | それは僕たちの奇跡                  | LACM-14220 | テレビアニメ第2期オープニングテーマ   | 3位    |
| 2014年5月8日  | どんなときもずっと                  | LACM-14230 | テレビアニメ第2期エンディングテーマ   | 2位    |
| 2014年5月28日 | ユメノトビラ                        | LACM-14241 | テレビアニメ第2期第3話挿入歌          | 3位    |
| 2014年6月11日 | Love wing bell/Dancing stars on me! | LACM-14242 | テレビアニメ第2期第5話・6話挿入歌     | 3位    |
| 2014年7月9日  | KiRa-KiRa Sensation!/Happy maker!   | LACM-14243 | テレビアニメ第2期第12話・第13話挿入歌 | 3位    |
| 2015年7月1日  | Angelic Angel/Hello,星を数えて      | LACM-14361 | 劇場版挿入歌                          | 2位    |
| 2015年7月8日  | SUNNY DAY SONG/?←HEARTBEAT          | LACM-14362 | 劇場版挿入歌                          | 2位    |
| 2015年7月15日 | 僕たちはひとつの光/Future style     | LACM-14363 | 劇場版挿入歌・エンディングテーマ      | 2位    |

#### その他のμ'sシングル
| 発売日         | タイトル                   | 規格品番                           | 備考                                                             | 最高位 |
| -------------- | -------------------------- | ---------------------------------- | ---------------------------------------------------------------- | ------ |
| 2014年1月29日  | タカラモノズ/Paradise Live | LACM-14181                         | 『ラブライブ! スクールアイドルフェスティバル』向け書き下ろし楽曲 | 4位    |
| 2014年10月1日  | Shangri-La Shower          | LACM-14260                         | 『ラブライブ! School idol paradise』主題歌                       | 5位    |
| 2015年4月22日  | ミはμ'sicのミ              | LACM-14341                         | 「ラブライブ! みんなで作るμ'sの歌」コラボシングル                | 5位    |
| 2015年10月28日 | HEART to HEART!            | LACM-14412                         | 『ラブライブ! スクールアイドルフェスティバル』向け書き下ろし楽曲 | 3位    |
| 2020年3月25日  | A song for You! You? You!! | LACM-14950（BD） LACM-14951（DVD） | 『ラブライブ!』9周年記念シングル                                 | 2位    |

#### ミニユニットシングル
|                        | 発売日         | タイトル                           | 規格品番   | 備考                                                          | 最高位 |
| ---------------------- | -------------- | ---------------------------------- | ---------- | ------------------------------------------------------------- | ------ |
| Printemps              |                |                                    |            |                                                               |        |
| 1                      | 2011年3月25日  | Love marginal                      | LACM-4812  |                                                               | 85位   |
| 2                      | 2013年8月21日  | Pure girls project                 | LACM-14103 |                                                               | 10位   |
| 3                      | 2014年11月12日 | 永遠フレンズ                       | LACM-14291 | 『ラブライブ! スクールアイドルフェスティバル』コラボ曲第一弾  | 6位    |
| 4                      | 2015年5月23日  | MUSEUMでどうしたい？               |            | 劇場版『ラブライブ! The school idol Movie』特典付前売券第三弾 |        |
| 5                      | 2015年11月25日 | WAO-WAO Powerful day!              | LACM-14413 | 『ラブライブ! スクールアイドルフェスティバル』コラボ曲第二弾  | 2位    |
| BiBi                   |                |                                    |            |                                                               |        |
| 1                      | 2011年6月22日  | ダイヤモンドプリンセスの憂鬱       | LACM-4816  |                                                               | 79位   |
| 2                      | 2013年7月24日  | Cutie Panther                      | LACM-14102 |                                                               | 8位    |
| 3                      | 2014年12月24日 | 冬がくれた予感                     | LACM-14293 | 『ラブライブ! スクールアイドルフェスティバル』コラボ曲第一弾  |        |
| 4                      | 2015年5月23日  | 最低で最高のparadiso               |            | 劇場版『ラブライブ! The school idol Movie』特典付前売券第三弾 |        |
| 5                      | 2016年1月20日  | 錯覚CROSSROADS                     | LACM-14415 | 『ラブライブ! スクールアイドルフェスティバル』コラボ曲第二弾  | 2位    |
| lily white             |                |                                    |            |                                                               |        |
| 1                      | 2011年7月27日  | 知らないLove*教えてLove            | LACM-4832  |                                                               | 81位   |
| 2                      | 2013年6月26日  | 微熱からMystery                    | LACM-14101 |                                                               | 4位    |
| 3                      | 2014年11月26日 | 秋のあなたの空遠く                 | LACM-14292 | 『ラブライブ! スクールアイドルフェスティバル』コラボ曲第一弾  | 3位    |
| 4                      | 2015年5月23日  | 乙姫心で恋宮殿                     |            | 劇場版『ラブライブ! The school idol Movie』特典付前売券第三弾 |        |
| 5                      | 2015年12月23日 | 思い出以上になりたくて             | LACM-14414 | 『ラブライブ! スクールアイドルフェスティバル』コラボ曲第二弾  | 3位    |
| その他ユニットシングル |                |                                    |            |                                                               |        |
|                        | 2012年4月25日  | Mermaid festa vol.2 〜Passionate〜 | LACM-4924  | デュオシングル                                                | 57位   |
|                        | 2012年5月23日  | 乙女式れんあい塾                   | LACM-4943  | デュオシングル                                                | 64位   |
|                        | 2012年6月27日  | 告白日和、です！                   | LACM-4946  | デュオシングル                                                | 43位   |
|                        | 2012年7月25日  | soldier game                       | LACM-4961  | トリオシングル                                                | 38位   |

### アルバム

#### ベストアルバム
|     | 発売日         | タイトル                                             | 規格品番                   | 最高位 |
| --- | -------------- | ---------------------------------------------------- | -------------------------- | ------ |
| 1st | 2013年1月9日   | ラブライブ！ μ's Best Album Best Live! collection    | LACA-39260/1（超豪華盤）   | 12位   |
| 1st | 2013年1月9日   | ラブライブ！ μ's Best Album Best Live! collection    | LACA-39262/3（BD付通常版） | 12位   |
| 1st | 2013年1月9日   | ラブライブ！ μ's Best Album Best Live! collection    | LACA-9262/3（通常版）      | 12位   |
| 2nd | 2015年5月27日  | ラブライブ！ μ's Best Album Best Live! Collection II | LACA-39393〜5（超豪華盤）  | 1位    |
| 2nd | 2015年5月27日  | ラブライブ！ μ's Best Album Best Live! Collection II | LACA-9393〜5（通常盤）     | 1位    |
| 3rd | 2019年12月25日 | μ's Memorial CD-BOX 「Complete BEST BOX」            | LACM-9721~32               | 11位   |

#### その他のアルバム
| 発売日         | タイトル                                                       | アーティスト名        | 規格品番       | 備考                                                     | 最高位 |
| -------------- | -------------------------------------------------------------- | --------------------- | -------------- | -------------------------------------------------------- | ------ |
| 2011年11月23日 | ラブライブ！ Solo Live! from μ's 園田海未 海色少女に魅せられて | 園田海未              | LACA-15168     | 園田海未（μ's）1stアルバム                               | 97位   |
| 2011年12月14日 | ラブライブ！ Solo Live! from μ's 南ことり ことりLovin' you     | 南ことり              | LACA-15169     | 南ことり（μ's）1stアルバム                               | 109位  |
| 2012年1月25日  | ラブライブ！ Solo Live! from μ's 高坂穂乃果 ほんのり穂乃果色!  | 高坂穂乃果            | LACA-15170     | 高坂穂乃果（μ's）1stアルバム                             | 90位   |
| 2012年2月19日  | ラブライブ！Solo Live! collection Memorial BOX I               | μ's                   |                | ソロアルバムBOX                                          |        |
| 2013年4月10日  | Notes of School idol days                                      | 藤澤慶昌、μ's、A-RISE | LACA-9281/2    | テレビアニメ第1期サウンドトラック                        | 10位   |
| 2013年4月24日  | 天使たちの福音〜feat.μ's〈ラブライブ！〉                       | μ's                   | LACA-15293     | コラボレーションアルバム                                 | 61位   |
| 2014年4月2日   | ラブライブ！Solo Live! collection Memorial BOX II              | μ's                   | LACA-39331〜9  | ソロアルバムBOX                                          | 8位    |
| 2014年8月27日  | Notes of School idol days 〜Glory〜                            | 藤澤慶昌、μ's、A-RISE | LACA-9356/7    | テレビアニメ第2期サウンドトラック                        | 7位    |
| 2015年8月5日   | Notes of School Idol Days 〜Curtain Call〜                     | 藤澤慶昌、μ's         | LACA-15498     | 劇場版 ラブライブ！The School Idol Movieサウンドトラック | 1位    |
| 2018年3月28日  | ラブライブ！Solo Live! collection Memorial BOX III             | μ's                   | LACA-39600〜26 | ソロアルバムBOX                                          |        |

### 映像作品
ライブビデオにはメイキング映像が一切収録されていない。
|     | 発売日         | タイトル                                                                          | 規格品番      | 規格品番      |
| BD  | 発売日         | タイトル                                                                          | DVD           |               |
| --- | -------------- | --------------------------------------------------------------------------------- | ------------- | ------------- |
| 1st | 2012年11月21日 | ラブライブ！ μ's First LoveLive! Blu-ray/DVD                                      | LABX-8021/2   | LABM-7103/4   |
| 2nd | 2013年4月24日  | μ's New Year LoveLive! 2013 Part1(「ラブライブ！」Blu-ray 第2巻映像特典)          | BCXA-0698     |               |
| 2nd | 2013年5月15日  | μ's New Year LoveLive! 2013 Part2(「ラブライブ！」Blu-ray 第4巻映像特典)          | BCXA-0700     |               |
| 2nd | 2013年8月28日  | μ's New Year LoveLive! 2013 Part3(「ラブライブ！」Blu-ray 第6巻映像特典)          | BCXA-0702     |               |
| 3rd | 2013年12月25日 | ラブライブ！ μ's 3rd Anniversary LoveLive! Blu-ray/DVD                            | LABX-8044/5   | LABM-7140/1   |
| 4th | 2014年7月23日  | ラブライブ！ μ's →NEXT LoveLive! 2014 〜ENDLESS PARADE〜0209 Blu-ray/DVD          | LABX-8058/9   | LABM-7150/1   |
| 5th | 2015年9月30日  | ラブライブ！ μ's Go→Go! LoveLive! 2015 〜Dream Sensation!〜 Blu-ray Memorial BOX  | LABX-8110〜13 |               |
| 5th | 2015年9月30日  | ラブライブ！ μ's Go→Go! LoveLive! 2015 〜Dream Sensation!〜 Blu-ray/DVD Day1      | LABX-8114/5   | LABM-7170/1   |
| 5th | 2015年9月30日  | ラブライブ！ μ's Go→Go! LoveLive! 2015 〜Dream Sensation!〜 Blu-ray/DVD Day2      | LABX-8116/7   | LABM-7172/3   |
| 6th | 2016年8月26日  | ラブライブ!μ's Live Collection                                                    | BCXA-1155     |               |
| 7th | 2016年9月28日  | ラブライブ! μ's Final LoveLive!〜μ'sic Forever♪♪♪♪♪♪♪♪♪〜!〜 Blu-ray Memorial BOX | LABX-8155～60 |               |
| 7th | 2016年9月28日  | ラブライブ! μ's Final LoveLive!〜μ'sic Forever♪♪♪♪♪♪♪♪♪〜!〜 Blu-ray/DVD Day1     | LABX-8161～63 | LABM-7200～02 |
| 7th | 2016年9月28日  | ラブライブ! μ's Final LoveLive!〜μ'sic Forever♪♪♪♪♪♪♪♪♪〜!〜 Blu-ray/DVD Day2     | LABX-8164～66 | LABM-7203～05 |

### 特典CD
| 発売日                       | タイトル               | アーティスト名      | 規格品番 | 備考 |
| ---------------------------- | ---------------------- | ------------------- | -------- | --- |
| 2013年3月22日                | 夢なき夢は夢じゃない   | 高坂穂乃果          |          | アニメ1期1巻特典 |
| 2013年4月24日                | Anemone heart          | 南ことり 園田海未   |          | アニメ1期2巻特典 |
| 2013年5月28日                | なわとび               | 小泉花陽            |          | アニメ1期3巻特典 |
| 2013年6月21日                | Beat in Angel          | 星空凛 西木野真姫   |          | アニメ1期4巻特典 |
| 2013年7月26日                | にこぷり♡女子道        | 矢澤にこ            |          | アニメ1期5巻特典 |
| 2013年8月28日                | 硝子の花園             | 絢瀬絵里 東條希     |          | アニメ1期6巻特典 |
| 2013年9月25日                | LONELIEST BABY         | μ's                 |          | アニメ1期7巻特典 |
|                              | ぷわぷわーお！         | Printemps           |          | アニブロゲーマーズ1期全巻購入特典                                                                                    |
| 2014年1月29日 （配送開始日） | ENDLESS PARADE         | μ's                 |          | 「ラブライブ！ μ's→NEXT LoveLive! 2014 〜ENDLESS PARADE〜」 「音ノ木坂学院体験入学セット付きプレミアムチケット」付属 |
| 2014年6月20日                | シアワセ行きのSMILING! | 高坂穂乃果          |          | アニメ2期1巻特典 |
| 2014年7月25日                | ずるいよMagnetic today | 西木野真姫 矢澤にこ |          | アニメ2期2巻特典 |
| 2014年8月27日                | くるりんMIRACLE        | 星空凛              |          | アニメ2期3巻特典 |
| 2014年9月24日                | Storm in Lover         | 園田海未 絢瀬絵里   |          | アニメ2期4巻特典 |
| 2014年10月29日               | もしもからきっと       | 東條希              |          | アニメ2期5巻特典 |
| 2014年11月21日               | 好きですが好きですか？ | 南ことり 小泉花陽   |          | アニメ2期6巻特典 |
| 2014年12月25日               | そして最後のページには | μ's                 |          | アニメ2期7巻特典 |
|                              | CheerDay CheerGirl!    | Printemps           |          | ゲーマーズアニメ2期全巻購入特典                                                                                      |
|                              | silent tonight         | BiBi                |          | アニメイトアニメ2期全巻購入特典                                                                                      |
|                              | 同じ星が見たい         | lily white          |          | ソフマップアニメ2期全巻購入特典                                                                                      |
| 2015年1月14日 （配送開始日） | Dreamin' Go! Go!!      | μ's                 |          | 「ラブライブ！ μ's Go→Go! LoveLive! 2015 〜Dream Sensation!〜」 「プレミアムチケット」付属                           |
| 2015年5月23日                | MUSEUMでどうしたい？   | Printemps           | LZM-2126 | 「ラブライブ！ The School Idol Movie」前売券第3弾特典                                                                |
| 2015年5月23日                | 最低で最高のParadiso   | BiBi                | LZM-2127 | 「ラブライブ！ The School Idol Movie」前売券第3弾特典                                                                |
| 2015年5月23日                | 乙姫心で恋宮殿         | lily white          | LZM-2128 | 「ラブライブ！ The School Idol Movie」前売券第3弾特典                                                                |
| 2015年12月15日               | これから               | μ's                 |          | 「ラブライブ！ The School Idol Movie」Blu-ray特典                                                                    |

### ラジオCD
| 発売日                                  | タイトル                               | 規格品番                               | 収録内容                               | 最高位                                 |
| ラブライ部 ラジオ課外活動 にこりんぱな  | ラブライ部 ラジオ課外活動 にこりんぱな | ラブライ部 ラジオ課外活動 にこりんぱな | ラブライ部 ラジオ課外活動 にこりんぱな | ラブライ部 ラジオ課外活動 にこりんぱな |
| --------------------------------------- | -------------------------------------- | -------------------------------------- | -------------------------------------- | -------------------------------------- |
| 2012年10月17日                          | テーマソングDJCD                       | LACA-15244                             | テーマソング DJトラック                | 73位                                   |
| ラブライブ！ μ's広報部 〜にこりんぱな〜 |                                        |                                        |                                        |                                        |
| 2013年7月3日                            | vol.1                                  | LLMS-0001                              | 第1回 - 第8回                          | 43位                                   |
| 2014年1月22日                           | vol.2                                  | LLMS-0002                              | 第9回 - 第16回                         | 31位                                   |
| 2014年11月5日                           | vol.3                                  | LLMS-0003                              | 第17回 - 第26回                        | 45位                                   |
| 2015年2月25日                           | vol.4                                  | LLMS-0004                              | 第27回 - 第36回                        | 49位                                   |
| 2015年8月26日                           | vol.5                                  | LLMS-0005                              | 第37回 - 第46回                        | 52位                                   |
| 2016年4月27日                           | vol.6                                  | LLMS-0006                              | 第47回 - 第72回                        | 62位                                   |
| 2016年7月27日                           | vol.7（最終巻）                        | LLMS-0007                              | 第73回 - 第98回（最終回）              | 67位                                   |

## 声優メンバーによる出演番組

### レギュラー

#### インターネットテレビ

##### ラブライ部 ニコ生課外活動 〜ことほのうみ〜 → 〜ことほのまき〜
2011年5月23日から2013年12月20日にかけて、月に1回、動画配信サイト「ニコニコ生放送」にて放送された生放送番組。全27回+特番3回。第1回 - 第8回のタイトルは『ラブライ部 ニコ生課外活動 〜ことほのうみ〜』であり、出演者は新田恵海（高坂穂乃果 役）・内田彩（南 ことり 役）・三森すずこ（園田海未 役）であった。第9回から三森すずこに代わってPile（西木野真姫 役）がメインパーソナリティに就き、番組タイトルも『ラブライ部 ニコ生課外活動 〜ことほのまき〜』になった。全員出演の特番も放送されている。また、2014年には『Pizza Hut』コラボ版として復活配信が実施された。
ゲスト
- Pile（第2回 - 2011年6月27日）
- 楠田亜衣奈（第3回 - 2011年7月25日）
- 徳井青空（第4回 - 2011年8月29日）
- 久保ユリカ（第6回 - 2011年11月30日）
- 南條愛乃（第10回 - 2012年6月22日）
- 飯田里穂（第14回 - 2012年11月24日）
- 楠田亜衣奈（第14回 - 2012年11月24日）
- 楠田亜衣奈（第16回 - 2013年1月20日）
- 飯田里穂（第17回 - 2013年2月24日）
- 久保ユリカ（第17回 - 2013年2月24日）
- 徳井青空（第17回 - 2013年2月24日）
- 三森すずこ（第18回 - 2013年3月17日）
- 久保ユリカ（第20回 - 2013年5月18日）
- 飯田里穂（第26回 - 2013年11月30日）

特番
- 「ラブライブ！公開打ち上げパーティー」（2011年9月3日）
- 「ニコ生課外活動特番！〜ことにこまきぱなうみほののぞりんえり〜 μ's勢揃い大発表もあるよSP」（2012年9月15日）
- 「ラブライブ！ μ's全員集合ニコ生特番（仮）」（放送内でのタイトルは「μ'sだョ！全員集合」）（2013年3月10日）
- 「ラブライブ！μ’sニコ生課外活動〜ことほのうみまき〜一夜限りの復活！ありがとうSP」（2016年1月16日）

##### ニコ生ラブライブ!アワー えみつんファイトクラブ
2014年4月18日から12月26日にかけて、月に1回、動画配信サイト「ニコニコ生放送」にて『ニコ生ラブライブ！アワー えみつんファイトクラブ』が放送された。パーソナリティは高坂穂乃果役の新田恵海。各回ごとにμ'sのメンバーがゲストとなる。
ゲスト
- 徳井青空　（第1回 - 2014年4月18日）
- 飯田里穂　（第2回 - 2014年5月17日）
- 南條愛乃　（第3回 - 2014年6月13日）
- Pile　　　 （第4回 - 2014年7月18日）
- 久保ユリカ（第5回 - 2014年8月22日）
- 三森すずこ（第6回 - 2014年9月21日）
- 楠田亜衣奈（第7回 - 2014年10月25日）
- 内田彩　　（第8回 - 2014年11月14日）
- にこりんぱな(徳井青空・飯田里穂・久保ユリカ)（最終回 - 2014年12月26日）

##### ニコ生ラブライブ！アワー のぞほの☆バラエティボックス
2015年2月27日から8月22日にかけて、月に1回、動画配信サイト「ニコニコ生放送」にて『ニコ生ラブライブ！アワー のぞほの☆バラエティボックス』が放送された。パーソナリティは高坂穂乃果役の新田恵海、東條希役の楠田亜衣奈。

##### その他特別番組
- 「ラブライブ！」TVアニメ2期直前!μ'sのニコ生SP（2014年3月22日 ニコニコ生放送 出演：南條愛乃除く8名）
- RADIOアニメロミックス ラブライブ！〜のぞえりRadio外伝〜（2014年8月16日 ニコニコ生放送 出演：南條愛乃、楠田亜衣奈）
- ラブライブ！スクールアイドルフェスティバル特番〜シャンシャンPARTY☆NIGHT〜（2015年11月27日 ニコニコ生放送 出演：新田恵海、楠田亜衣奈、徳井青空）
- ラブライブ!組曲 μ's ファイナルライブ直前!全曲一挙振り返りSP supported by animelo mix（2016年3月20-21日 ニコニコ生放送 出演：新田恵海、内田彩、飯田里穂、Pile、楠田亜衣奈 ファンミーティング台北公演時収録メッセージ）
- ラブライブ！TVアニメ放送10周年記念イベント振り返りμ's生放送（2024年5月17日 出演：新田恵海、内田彩、飯田里穂、Pile）[70]

#### インターネットラジオ
2011年5月31日から2012年12月15日にかけて『ラブライ部 ラジオ課外活動 〜にこりんぱな〜』がランティスウェブラジオ、HiBiKi Radio Station、音泉で毎月15日に配信された。全18回。出演者は徳井青空（矢澤にこ 役）、飯田里穂（星空 凛 役）、久保ユリカ（小泉花陽 役）。
各コーナーでの回答などで、出演者にポイントが与えられ、番組終了時に最低ポイントだった出演者は、罰ゲームとしてモノマネを披露する。
コーナー
- ラブライ部員活動報告 - 内容を縛らない投稿を紹介する。
- 目指せ!!アイドル!! - リスナーから投稿された特定のシチュエーションでの、アイドルとしての行動を、出演者がクイズ形式で回答する。
- 音ノ木坂学院演劇部 in RADIO - 提示されたお題に沿って、出演者が演じる。
- 新ユニットを考えまSHOW!! - 特定のテーマに沿って、μ'sの新たなユニット案を投稿する。出演者はテーマを答える。

ゲスト
- 新田恵海、内田彩、三森すずこ、楠田亜衣奈、Pile、南條愛乃（第5回 - 2011年9月16日）

2013年1月9日からは、出演者はそのままに毎週水曜日配信の『ラブライブ！ μ's広報部〜にこりんぱな〜』へとリニューアルし、HiBiKi Radio Station、音泉で配信された（2012年12月26日に予告編配信）。2013年5月1日の第17回以降は隔週、2014年4月2日の第39回以降は再び毎週、2014年8月13日の第58回以降は再び隔週水曜日に配信、2016年3月23日の第98回をもって番組終了したが、「ラブライブ！Solo Live! collection Memorial BOX Ⅲ」発売を記念して限定復活し、第99回は2018年3月21日、第100回は同年3月28日に配信された。
出演者
- 徳井青空（矢澤にこ 役）
- 飯田里穂（星空 凛 役）※第53回は欠席
- 久保ユリカ（小泉花陽 役）※第23回、第85回は欠席

コーナー
- 広報部掲示板 - 内容を縛らない投稿を紹介する。
- どっちの二択でSHOW! - メンバーの心を合わせるため、3人で2択アンケートに答える。1人だけ違う答えになった回数がもっとも多かった人は罰ゲーム。

ゲスト
- 楠田亜衣奈（第9回 - 2013年3月6日、第23回 - 2013年7月24日（※久保ユリカの代役）、第50回 - 2014年6月18日）
- 新田恵海（第12回 - 2013年3月27日、第52回 - 2014年7月2日）
- 南條愛乃（第50回 - 2014年6月18日)

#### 地上波ラジオ
「ラブライブ！」初の地上波ラジオとして、毎週日曜日0時30分から1時まで（土曜日深夜）文化放送にて『RADIOアニメロミックス ラブライブ！〜のぞえりRadio Garden〜』が2014年1月5日から2015年9月27日まで放送された。出演者は南條愛乃（絢瀬絵里 役）、楠田亜衣奈（東條希 役）。
コーナー
- のぞえりのVoice Garden - パーソナリティがそれぞれのキャラクターを演じ、視聴者に向けてメッセージを送るコーナー。収録メッセージは着ボイスとしてアニメロミックスにて配信している。（第55回をもって終了）
- 今週のハラショー - 思わず「ハラショー」と言ってしまうようなエピソードを送ってもらうコーナー。パーソナリティの南條愛乃が10ハラショー満点で評価し、満点の投稿にはプレゼントが送られる。
- のぞえりリクエスト - パーソナリティの二人にやって欲しいことを募集するコーナー。
- 叶えみんなの願い！くすくす大明神 - 占い好きな東條希にちなみ、リスナーが投稿した願いごとを祈願するコーナー。

ゲスト
- 新田恵海（第13回 - 2014年3月30日）
- 飯田里穂（第19回 - 2014年5月11日）
- Pile（第43回 - 2014年10月26日）

### ゲスト出演

#### テレビ番組

##### NHK紅白歌合戦出場歴
| 年度/放送回               | 回 | 曲目               | 出演順 | 対戦相手 | 備考                           |
| ------------------------- | -- | ------------------ | ------ | -------- | ------------------------------ |
| 2015年（平成27年）/第66回 | 初 | それは僕たちの奇跡 | 6/25   | 山内惠介 | 南條愛乃を除くμ's声優8人で出場 |

#### その他ラジオ番組
| 放送年 | 放送日   | 番組名                      | 放送局       | 出演メンバー                                             | 備考                                  |
| ------ | -------- | --------------------------- | ------------ | -------------------------------------------------------- | ------------------------------------- |
| 2018年 | 6月12日  | ゆうがたパラダイス          | NHK-FM       | 三森すずこ                                               | 生放送、ゲスト：畑亜貴                |
| 2018年 | 7月31日  | ゆうがたパラダイス          | NHK-FM       | 三森すずこ                                               | 生放送、ゲスト：高槻かなこ、降幡愛    |
| 2018年 | 9月17日  | 今日は一日ラブライブ！三昧  | NHK-FM       | 新田恵海、内田彩、三森すずこ、飯田里穂、徳井青空         | 生放送                                |
| 2019年 | 10月14日 | 今日は一日ラブライブ！三昧2 | NHK-FM       | 新田恵海、内田彩、Pile、楠田亜衣奈、徳井青空             | 生放送                                |
| 2022年 | 5月4日   | 今日は一日ラブライブ！三昧3 | NHK-FM       | 新田恵海、内田彩、三森すずこ、飯田里穂、Pile、楠田亜衣奈 | 生放送                                |
| 2023年 | 10月23日 | Adoのオールナイトニッポン   | ニッポン放送 | 三森すずこ                                               | 誕生日お祝いコメントでの出演          |
| 2024年 | 9月3日   | アニメ・ステラー            | NHKラジオ第1 | 新田恵海、内田彩                                         | 4週連続ラブライブ!シリーズ特集の第1弾 |

#### インターネットテレビ（ゲスト出演）
| 放送年 | 放送日   | 番組名 | 放送サイト         | 出演メンバー                   | 備考                                            |
| ------ | -------- | --- | ------------------ | ------------------------------ | ----------------------------------------------- |
| 2010年 | 9月30日  | とりあえず生中（三杯目） | ニコニコ生放送     | 全員                           | ユニット名決定前のため「ラブライブ!」名義で出演 |
| 2011年 | 8月11日  | 電波研究社 | ニコニコ生放送     | 南條愛乃、三森すずこを除く7人  |                                                 |
| 2012年 | 7月5日   | 電波研究社 | ニコニコ生放送     | 内田彩、久保ユリカ             |                                                 |
| 2013年 | 12月13日 | ブシモ放送局 | ニコニコ生放送     | 楠田亜衣奈                     |                                                 |
| 2014年 | 12月4日  | Game Week with Google Play | YouTube            | 新田恵海、楠田亜衣奈、徳井青空 | 事前収録                                        |
| 2018年 | 1月28日  | ラブライブ！AbemaTVスクスタ特番！〜スクールアイドル大集合〜 | AbemaTV            | 新田恵海、内田彩、三森すずこ   |                                                 |
| 2018年 | 4月14日  | スクフェスシリーズ５周年特番！～みんなでシャンシャン♪スクフェスTV～ | バンダイチャンネル | 徳井青空                       |                                                 |
| 2022年 | 4月17日  | 今こそスクフェスするしかナインじゃない!?スクフェス9周年生放送～新情報も9(きゅう)っと詰め込みスペシャル～                                                                         | YouTube            | 徳井青空                       |                                                 |
| 2023年 | 1月3日   | ラブライブ！シリーズ新年会 ～新年に『なってしまった！』今年も『ユメ+ミライ＝無限大』みんなの『夢が僕らの太陽さ』2023年も『WE WILL!!』SP～                                        | YouTube            | 新田恵海、内田 彩              |                                                 |
| 2024年 | 1月3日   | ラブライブ！シリーズ新年会 ～2024年も『どんなときもずっと』『キミノタメボクノタメ』みんなで『わちゅごなどぅー』で『Jump Into the New World』！！準備はOK！？『On your mark』SP～ | YouTube            | 新田恵海、飯田里穂             |                                                 |

## ライブ・イベント
μ's声優メンバーが出演した主要なイベントを挙げる。

### ソロライブ
| 公演年 | タイトル                                                   | 出演メンバー      | 公演日・会場                                                |
| ------ | ---------------------------------------------------------- | ----------------- | ----------------------------------------------------------- |
| 2012年 | ラブライブ! μ's First LoveLive!                            | 全員              | 全1公演：2月19日 横浜BLITZ（神奈川県）                      |
| 2013年 | ラブライブ！ μ's New Year LoveLive! 2013                   | 南條愛乃を除く8人 | 全1公演：1月3日 TOKYO DOME CITY HALL（東京都）              |
| 2013年 | ラブライブ! μ's 3rd Anniversary LoveLive!                  | 全員              | 全1公演：6月16日 パシフィコ横浜国立大ホール（神奈川県）     |
| 2014年 | ラブライブ! μ's →NEXT LoveLive! 2014 〜ENDLESS PARADE〜    | 全員              | 全2公演：2月8日・9日 さいたまスーパーアリーナ（埼玉県）     |
| 2015年 | ラブライブ! μ's Go→Go! LoveLive! 2015 〜Dream Sensation!〜 | 全員              | 全2公演：1月31日・2月1日 さいたまスーパーアリーナ（埼玉県） |
| 2016年 | ラブライブ! μ's Final LoveLive!〜μ'sic Forever♪♪♪♪♪♪♪♪♪〜  | 全員              | 全2公演：3月31日・4月1日 東京ドーム（東京都）               |

### ラブライブ！シリーズ合同ライブ
| 公演年 | タイトル                                                | 出演メンバー           | 出演日・会場                                       | 備考             |
| ------ | ------------------------------------------------------- | ---------------------- | -------------------------------------------------- | ---------------- |
| 2020年 | LoveLive! Series 9th Anniversary ラブライブ!フェス      | μ's                    | 1月18日・19日 さいたまスーパーアリーナ（埼玉県）   |                  |
| 2024年 | LoveLive! Series Asia Tour 2024 ～みんなで叶える物語 ～ | 新田恵海、内田彩、Pile | 上海公演：10月6日 上海国家会展中心・虹館EH（上海） | 有料生配信も実施 |
| 2025年 | LoveLive! Series Asia Tour 2024 ～みんなで叶える物語 ～ | 新田恵海、内田彩、Pile | 横浜公演：2月1日・2日 Kアリーナ横浜（神奈川県）    | 有料生配信も実施 |

### ソロイベント
| 公演年 | タイトル                                                                  | 出演メンバー                                             | 公演日・会場 |
| ------ | ------------------------------------------------------------------------- | -------------------------------------------------------- | --- |
| 2013年 | ラブライブ！ 国立音ノ木坂学院公用車お披露目トークイベント                 | 新田恵海・飯田里穂・楠田亜衣奈                           | 全1公演：9月15日 MEGAWEB（東京都） |
| 2015年 | μ's Fan Meeting Tour 2015 〜あなたの街でラブライブ!〜                     | 全員                                                     | 全4公演：5月30日・31日 中野サンプラザ（東京都）                                                                                         |
| 2015年 | μ's Fan Meeting Tour 2015 〜あなたの街でラブライブ!〜                     | 新田恵海・南條愛乃・飯田里穂・Pile・楠田亜衣奈・徳井青空 | 全2公演：6月7日 パシフィコ横浜国立大ホール（神奈川県）                                                                                  |
| 2015年 | μ's Fan Meeting Tour 2015 〜あなたの街でラブライブ!〜                     | 全員                                                     | 全3公演：6月13日・14日 幕張メッセイベントホール（千葉県）                                                                               |
| 2015年 | μ's Fan Meeting Tour 2015 〜あなたの街でラブライブ!〜                     | 飯田里穂・久保ユリカ・徳井青空                           | 全2公演：6月20日 福岡市民会館（福岡県）                                                                                                 |
| 2015年 | μ's Fan Meeting Tour 2015 〜あなたの街でラブライブ!〜                     | 新田恵海・南條愛乃・楠田亜衣奈                           | 全2公演：6月27日 ホクト文化ホール（長野県）                                                                                             |
| 2015年 | μ's Fan Meeting Tour 2015 〜あなたの街でラブライブ!〜                     | 全員                                                     | 全4公演：7月4日・5日 グランキューブ大阪メインホール（大阪府）                                                                           |
| 2015年 | μ's Fan Meeting Tour 2015 〜あなたの街でラブライブ!〜                     | 新田恵海・内田彩・久保ユリカ                             | 全2公演：7月12日 広島文化学園HBGホール（広島県）                                                                                        |
| 2015年 | μ's Fan Meeting Tour 2015 〜あなたの街でラブライブ!〜                     | 全員                                                     | 全2公演：7月19日 センチュリーホール（愛知県）                                                                                           |
| 2015年 | μ's Fan Meeting Tour 2015 〜あなたの街でラブライブ!〜                     | 新田恵海・内田彩・三森すずこ・Pile                       | 全2公演：8月1日 ニトリ文化ホール（北海道）                                                                                              |
| 2015年 | μ's Fan Meeting Tour 2015 〜あなたの街でラブライブ!〜                     | 新田恵海・飯田里穂・久保ユリカ・徳井青空                 | 全2公演：8月9日 仙台サンプラザホール（宮城県）                                                                                          |
| 2015年 | 「ラブライブ！ μ'sスペシャルライブ」公開収録                              | 南條愛乃を除く8人                                        | 全1公演：10月23日 NHK放送センター CT-101スタジオ（東京都）                                                                              |
| 2016年 | LoveLive! μ's Fan Meeting in Shanghai & Taipei 〜Talk&Live〜              | 新田恵海、内田彩、三森すずこ、Pile、飯田里穂、徳井青空   | 全1公演：1月30日 上海メルセデス・ベンツ・アリーナ                                                                                       |
| 2016年 | LoveLive! μ's Fan Meeting in Shanghai & Taipei 〜Talk&Live〜              | 新田恵海、内田彩、飯田里穂、Pile、楠田亜衣奈             | 全2公演：3月19日 台北世界貿易センター南港展覧館                                                                                         |
| 2020年 | 「A song for You! You? You!!」リリース記念イベント                        | 新田恵海、内田彩、Pile、飯田里穂、楠田亜衣奈、徳井青空   | 全1公演：12月21日 KT Zepp Yokohama（神奈川県）                                                                                          |
| 2024年 | TVアニメ放送10周年記念 LoveLive! Special Talk Session                     | 新田恵海、内田彩、三森すずこ、Pile、飯田里穂             | 全3公演：2月23日・24日 東京ガーデンシアター（東京都）                                                                                   |
| 2024年 | TVアニメ放送10周年記念「LoveLive! Overseas Events」キックオフミーティング | 新田恵海、Pile                                           | 全2公演：2月25日 恵⽐寿ザ・ガーデンホール（東京都）                                                                                     |
| 2024年 | TVアニメ放送10周年記念 LoveLive! Orchestra Concert                        | 新田恵海、内田彩、Pile、三森すずこ、飯田里穂、楠田亜衣奈 | 全2公演：3月30日・31日 パシフィコ横浜 国立大ホール（神奈川県）                                                                          |
| 2024年 | TVアニメ放送10周年記念「LoveLive! Overseas Events」                       | 新田恵海、Pile                                           | 全11公演 6月29日・30日 花漾展演空間– HANASPACE（台北） 7月19日・20日 CTS ART HALL（ソウル） 8月24日・25日 广州久米空间Livehouse（広州） |
| 2025年 | TVアニメ放送10周年記念 LoveLive! Orchestra Concert 再演                   | 新田恵海、内田彩、Pile、飯田里穂、楠田亜衣奈             | 全2公演：1月4日・5日 パシフィコ横浜 国立大ホール（神奈川県）                                                                            |
| 2025年 | TVアニメ放送10周年記念「LoveLive! Overseas Events」                       | 新田恵海、Pile                                           | 4月5日・6日 万代南梦宫上海文化中心（上海）                                                                                              |

### ゲスト出演
| 公演年 | タイトル                                                                             | 出演メンバー                                            | 公演日・会場                                                           |
| ------ | ------------------------------------------------------------------------------------ | ------------------------------------------------------- | ---------------------------------------------------------------------- |
| 2012年 | For smile 韓日友好チャリティーコンサート2012（昼公演のみ）                           | Pile・久保ユリカ・飯田里穂                              | 全1公演：3月2日 新宿文化センター大ホール（東京都）                     |
| 2012年 | ブシロードカードゲームライブ 2012                                                    | 全員                                                    | 全1公演：3月10日 愛知県芸術劇場大ホール                                |
| 2012年 | Animelo Summer Live 2012 -INFINITY∞-（2日目）                                        | 全員                                                    | 全1公演：8月26日 さいたまスーパーアリーナ（埼玉県）                    |
| 2012年 | 東京ゲームショウ2012 ブシロードブース内プロレスリングミニライブ                      | 全員                                                    | 全1公演：9月23日 幕張メッセ（千葉県）                                  |
| 2012年 | 電撃創立20周年記念LIVE「DENGEKI MUSIC LIVE!!」（2日目）                              | 全員（μ's from ラブライブ！）                           | 全1公演：10月21日 幕張メッセ 幕張イベントホール (千葉県)               |
| 2013年 | ブシロードカードゲームライブ2013                                                     | 全員                                                    | 全1公演：3月24日 グランキューブ大阪メインホール（大阪府）              |
| 2013年 | @JAM 2013「アニソンday」                                                             | 南條愛乃を除く8人                                       | 全1公演：6月22日 Zepp DiverCity（TOKYO）（東京都）                     |
| 2013年 | 日本一ソフトウェア20周年記念ライブイベント「魔界ウォーズLive episode1 アサギの逆襲」 | 新田恵海・南條愛乃・楠田亜衣奈・久保ユリカ・徳井青空    | 全2公演：7月13日 横浜BLITZ（神奈川県）                                 |
| 2013年 | Animelo Summer Live 2013 -FLAG NINE-（初日）                                         | 全員                                                    | 全1公演：8月23日 さいたまスーパーアリーナ（埼玉県）                    |
| 2014年 | リスアニ! LIVE 4 SUNDAY STAGE                                                        | 全員                                                    | 全1公演：1月26日 日本武道館（東京都）                                  |
| 2014年 | ミルキィホームズ＆ブシロード7周年記念ライブin横浜アリーナ（第1部 ブシロードライブ）  | 全員                                                    | 全1公演：5月24日 横浜アリーナ（神奈川県）                              |
| 2014年 | 15th Anniversary Live ランティス祭り 2014                                            | 全員                                                    | 全2公演：7月19日・20日 東海公演 ナガシマスパーランド芝生広場（三重県） |
| 2014年 | 15th Anniversary Live ランティス祭り 2014                                            | 新田恵海・内田彩・久保ユリカ（以上「Printemps」として） | 全1公演：7月27日 関西公演 万博記念公園もみじ川芝生広場（大阪府）       |
| 2014年 | 15th Anniversary Live ランティス祭り 2014                                            | 全員                                                    | 全1公演：9月14日 関東公演 潮風公園太陽の広場（東京都）                 |
| 2014年 | Animelo Summer Live 2014 -ONENESS（3日目）                                           | 全員                                                    | 全1公演：8月31日 さいたまスーパーアリーナ（埼玉県）                    |
| 2014年 | TOKYO アニメパーク BANDAI NAMCO ANIME CAMP 2014（初日）                              | 三森すずこ・徳井青空を除く7人                           | 全1公演：9月20日 潮風公園太陽の広場（東京都）                          |
| 2014年 | 「MUSIC JAPAN」公開収録                                                              | 全員                                                    | 全1公演：9月22日 NHKホール（東京都）                                   |
| 2015年 | Anisong World Tour〜Lantis Festival 2015〜                                           | 新田恵海・内田彩・飯田里穂・楠田亜衣奈・久保ユリカ      | 全1公演：4月5日 ソウル公演 AX-KOREA（韓国・ソウル）                    |
| 2015年 | Anisong World Tour〜Lantis Festival 2015〜                                           | 南條愛乃を除く8人                                       | 全2公演：4月11日・12日 上海公演 上海国際体操中心（中国・上海）         |
| 2015年 | Anisong World Tour〜Lantis Festival 2015〜                                           | 南條愛乃を除く8人                                       | 全1公演：4月19日 台北公演 台北国際会議中心（台湾・台北）               |
| 2015年 | Animelo Summer Live 2015 -THE GATE-（初日）                                          | 南條愛乃を除く8人                                       | 全1公演：8月28日 さいたまスーパーアリーナ（埼玉県）                    |
| 2015年 | 「MUSIC JAPAN」公開収録                                                              | 南條愛乃を除く8人                                       | 全1公演：9月28日 NHKホール（東京都）                                   |
| 2015年 | 第66回NHK紅白歌合戦                                                                  | 南條愛乃を除く8人                                       | 全1公演：12月31日 NHKホール（東京都）                                  |
| 2016年 | 第39回日本アカデミー賞授賞式                                                         | 新田恵海                                                | 3月4日 グランドプリンスホテル新高輪 国際館パミール（東京都）           |

## 受賞歴
- 第9回声優アワード歌唱賞
- 第30回日本ゴールドディスク大賞
  - 特別賞「ラブライブ！」[93]
  - アニメーション・アルバム・オブ・ザ・イヤー『μ's Best Album Best Live! Collection II』[94][95][93]
- 平成アニソン大賞[96]
  - 映画主題歌賞（2010年 - 2019年）『僕たちはひとつの光』
  - 特別賞（2010年 - 2019年）『Snow halation』